# Наутилоїдеї
Наутилоїдеї (Nautiloidea) — підклас головоногих молюсків. Мають зовнішню мушлю, підрозділену на багатоспіральні камери. Викопні представники відомі з кембрію. Хоча наутилоїдеї знаходяться у родинних стосунках з амонітами і ззовні схожі з ними, періоди їхнього розквіту не збігалися.

## Опис
Представники роду Nautilus, єдині серед сучасних головоногих молюсків, що мають зовнішню спіральнозакручену мушлю. Спіральна мушля діаметром 15—23 см розділена на 35—38 камер, послідовно з'єднаних довгим сифоном. Сам молюск живе в передній, найбільшій камері. Черепашка використовується як поплавець і баласт. Нагнітаючи в камери раковини біогаз або відкачуючи його з них, наутилус здатний спливати до поверхні води або занурюватися у її товщу.

### Мушля
Залежно від вигляду мушлі розрізняються три групи наутилоїдей: прямі, зігнуті та спірально-загорнуті. До першої групи належать найвідоміші наутилоїдеї Michelinoceras mishelini з витягнутою в довжину прямою конічною мушлею і центрально-розташованим сифоном. Це одна з найчастіших керівних форм чеського силуру. Тут в темно-сірих і чорних вапняках вони зустрічаються в масовій кількості й розташовуються паралельно течіям, утворюючи так звані «поля битви ортоцерасів». Завдяки привабливості пришліфованих поверхонь у Чехії ці вапняки використовувалися для внутрішньої обробки будівель. У гальці північних ордовицьких ортоцератитових вапняків Michelinoceras зустрічається спільно з Endoceras — наутилоїдєю з крайовим розташуванням сифона. У Німеччині ці вапняки, що містять декоративні скам'янілості, застосовуються як будівельний матеріал для виготовлення надгробних плит, бруківки та плит для тротуарів. Іншою своєрідною формою наутилоїдей є короткий прямий, грушеподібний Gomphoceras з Т-подібним звуженим гирлом.
Форми другої групи наутилоїдей характеризуються рогоподібним вигином мушлі, крайовим розташуванням сифона і великим об'ємом мушлі. Сюди відносяться Cyrtoceras і булавоподібний міксохоановий Ascoceras з бічним розташуванням повітряних камер.
Розвиток спірально-загорнутих форм від інволютних до еволютних може бути простежено на прикладі Lituites lituus, названого так Ремером по стовбуру авгурів (lituus augurum). Спочатку згорнута мушля випрямляється і надалі продовжує своє зростання прямолінійно. Тим самим наочно демонструється приклад протерогенеза, тобто нові ознаки тіла характеризують ранні стадії онтогенезу, а на більш пізніх стадіях онтогенезу має місце повернення до первісної прямої форми мушлі. Рід Lituites є керівною формою сірих ордовицьких ортоцератитових вапняків. Нарешті, до цієї ж групи належить Nautilus, або кораблик, що характеризується повністю згорнутою мушлею. Деякі види наутилоїдів були важливими керівними формами, як, наприклад, Koninckioceras konincki з ранньокам'яновугільних вапняків, Germanonautilus bidorsatus з тріасового черепашкового вапняку.

## Сучасне поширення
Єдиний сучасний рід Nautilus поширений у Тихому і Індійському океанах. Рід містить 6 видів. Місцями вони досить численні, але поширені не дуже широко. Вони живуть в товщі води на глибинах 100—600 метрів, здійснюють добові міграції вгору-вниз, а іноді пускаються в досить тривалі подорожі уздовж рифів.

## Класифікація
- Підклас † Plectronoceratia (раніше Plectronoceratoidea)
  - Ряд † Plectronoceratida
  - Ряд † Yanheceratida
  - Ряд † Protactinoceratida
- Підклас † Multiceratia (раніше Multiceratoidea)
  - Ряд † Ellesmeroceratida
  - Ряд † Cyrtocerinida
  - Ряд † Bisonoceratida
  - Ряд † Oncoceratida
  - Ряд † Discosorida
- Підклас † Tarphyceratia
  - Ряд † Tarphyceratida
  - Ряд † Ascoceratida
- Підклас Nautilia (раніше Nautiloidea sensu stricto)
  - Ряд Nautilida
- Підклас † Orthoceratia (раніше Orthoceratoidea)
  - Ряд † Rioceratida
  - Ряд † Dissidoceratida
  - Ряд † Orthoceratida
  - Ряд † Pseudorthoceratida
  - Ряд † Actinoceratida
  - Ряд † Astroviida (підряди † Lituitina та † Pallioceratina)
  - Ряд † Endoceratida